# 北京市自来水集团有限公司田村山净水厂
北京市自来水集团有限公司田村山净水厂位于中国北京市海淀区田村山南路18号，是北京市自来水集团下属以地表水为水源的中型水厂，也是为北京市区提供生活饮用水的首座深度处理地表水厂。

## 简介
田村山净水厂工程由北京市第四市政工程公司二工区施工。于1983年5月20日动工，1985年6月15日一次联动试车成功，经卫生部门化验水质，各项指标均符合设计标准及国家颁布的饮用水标准。1985年6月23日，田村山净水厂正式井入城市供水管网。
田村山净水厂占地面积6.5万平方米，工程总投资4068万元，设计日供水能力17万立方米，截至2005年6月累计供水10.81亿立方米。
田村山净水厂以密云水库、官厅水库为水源，水通过京密引水渠经怀柔水库至团城湖，自团城湖取水站使用输水管送至田村山净水厂。官厅水库的水源因水质不佳于2000年11月停止供水。2004年8月，田村山净水廠部分取用拒马河张坊应急水源为补充水源。
1999年北京市自来水公司改制后，厂名由原先的“北京市自来水公司田村山净水厂”改为“北京市自来水集团有限公司田村山净水厂”。
2008年8月5日上午，在北京奥运会开幕3天之前，担负北京奥运会期间供水安全保障的重点工程“北京市南水北调配套工程田村山水厂改扩建工程”竣工投产。田村地区原有2座以地面水为水源的水厂，一座是北京市自来水集团有限责任公司田村山净水厂，日供水能力17万立方米；另一座是北京燕山石化公司第一供水车间，建成于1976年，设计日供水能力34万立方米，专为北京燕山石化公司供工业用水。由于21世纪初，北京燕山石化公司用水主要依靠其他水源，故北京燕山石化公司第一供水车间一直处于热备用状态，50％的净水构筑物没有投入运行。2006年底，受北京市自来水集团有限责任公司的委托，北京市市政工程设计研究总院开始进行田村山水厂改扩建工程可研立项工作，后中标施工图设计。该工程规模为新建部分17万立方米/日，改扩建部分34万立方米/日。其中改扩建工程取闲置的50％北京燕山石化公司第一供水车间出水，在田村山水厂深度处理后，向北京市区供水。